# Nerbis
Nerbis (en francès Nerbis) és un municipi francès situat al departament de les Landes i a la regió de la Nova Aquitània.

## Demografia
| 1962                                       | 1968 | 1975 | 1982 | 1990 | 1999 | 2007 |
| ------------------------------------------ | ---- | ---- | ---- | ---- | ---- | ---- |
| 180                                        | 201  | 199  | 213  | 256  | 251  | 240  |
| Des de 1962: població sense dobles comptes |      |      |      |      |      |      |

## Administració
| Període   | Identitat           | Partit |
| --------- | ------------------- | ------ |
| 1945-1971 | Louis Lalanne       |        |
| 1971-2007 | Michel Lalanne      |        |
| 2007-2008 | Christian Lalanne   |        |
| 2008-     | Bernard Pontarrasse |        |